# Kanton L'Albret
 L’Albret  is een kanton van het Franse departement Lot-et-Garonne. Het kanton maakt deel uit van het arrondissement Nérac.

Het telt 16.577 inwoners in 2018.

Het kanton werd gevormd ingevolge het decreet van 26 februari 2014 met uitwerking op 22 maart 2015, met Nérac als hoofdplaats.

## Gemeenten
Het kanton omvat de 22 gemeenten van de opgeheven kantons Nérac, Francescas en Mézin, namelijk:
- Andiran
- Calignac
- Espiens
- Fieux
- Francescas
- Fréchou
- Lamontjoie
- Lannes
- Lasserre
- Mézin
- Moncaut
- Moncrabeau
- Montagnac-sur-Auvignon
- Nérac
- Nomdieu
- Poudenas
- Réaup-Lisse
- Saint-Pé-Saint-Simon
- Saint-Vincent-de-Lamontjoie
- Sainte-Maure-de-Peyriac
- Saumont
- Sos